# Liste des édifices du Forum romain (Rome)

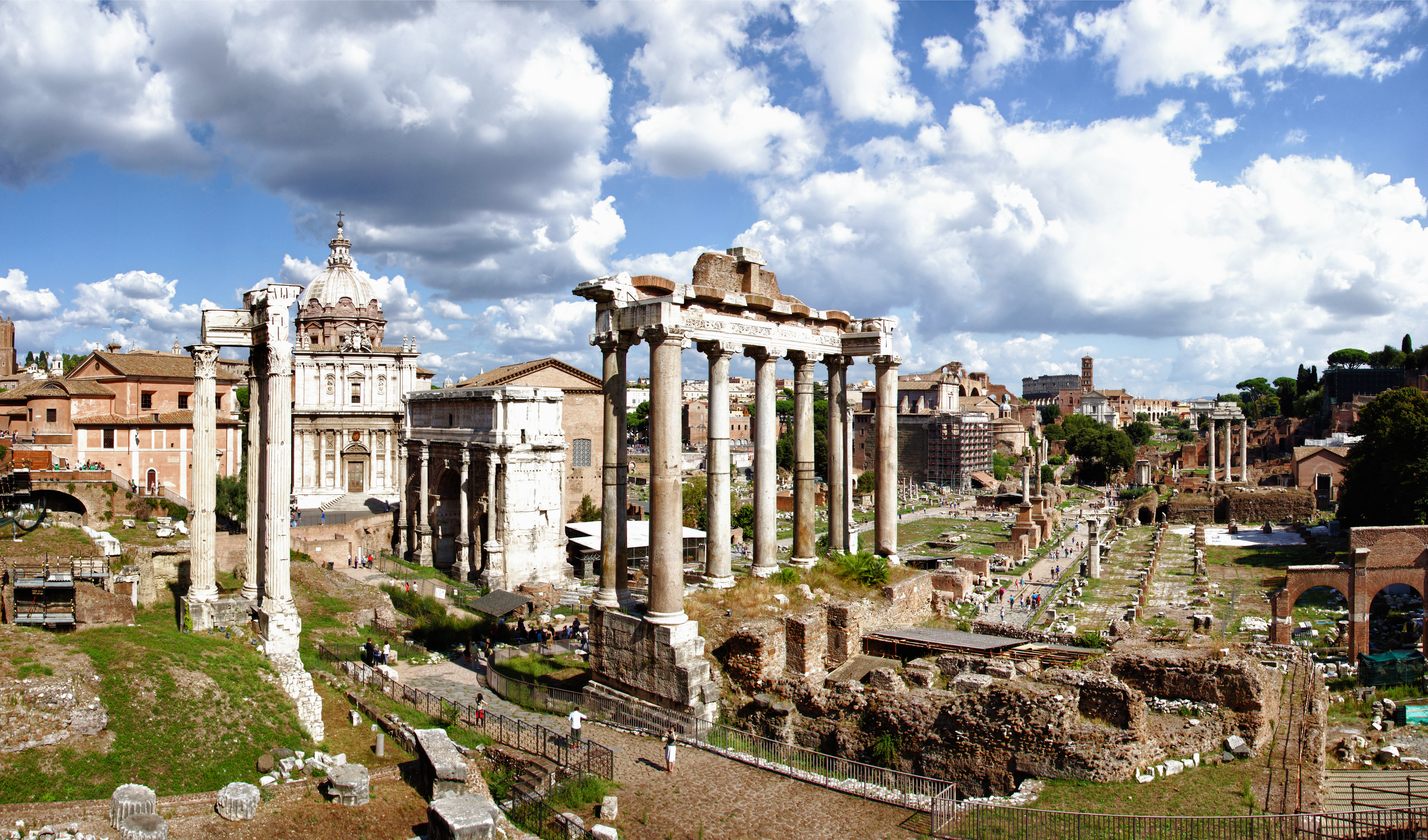
Vue d'ensemble du Forum romain depuis le portique des Dieux Conseillers.

Dans cette liste des édifices du Forum romain sont recensés tous les monuments qui ont été construits sur et autour de l'esplanade du Forum, depuis la fondation de la ville jusqu'au début du VIIe siècle, ainsi que les églises chrétiennes édifiées ou aménagées dans des bâtiments antiques depuis le VIe siècle.

## Le Forum romain
Le Forum romain (en latin Forum Romanum) est le premier des forums de la Rome antique. Il contient de nombreux édifices, monuments ou structures bâtis pendant les 1 400 ans de son activité (du VIIIe siècle av. J.-C. à environ 600 apr. J.-C.). Actuellement, il est possible de différencier trois grands types de constructions : les anciennes structures encore visibles de nos jours, ou qui ont été reconstruites, les anciennes structures qui ont disparu ou dont ne subsistent que des fragments et les églises de l'époque chrétienne ultérieure.
De nombreux monuments du Forum sont bâtis à l'époque royale, de 753 à 509 av. J.-C., et durant la République, de 509 à 27 av. J.-C., bien que beaucoup soient détruits et reconstruits plusieurs fois. Les ruines existantes, souvent des restaurations, datent généralement de la période impériale (27 av. J.-C. à 476 apr. J.-C.).
| Vicus · Iugarius Vicus · Tuscus Sacra · Via Rostres Graecostasis Comitium Lacus · Servilius Vélabre Subure Arc de · Fabius Puteal · Libonis Tribunal · Aurelium Basilique · Sempronia Tabularium Temple de · la Concorde Temple de · Castor Fontaine de Juturne Temple de · Vesta Regia Basilique · Fulvia puis Æmilia Sanctuaire de Vénus Cloacina Lacus Curtius Temple de · Saturne Curie · Hostilia Basilique · Porcia Tullianum Senaculum Autel de · Saturne Mundus Volcanal Basilique · Opimia |

| Clivus · Capitolinus Vicus · Tuscus Sacra · Via Vélabre Forums · impériaux Basilique · Julia Temple de · Castor Fontaine de Juturne Temple de · Vesta Regia Basilique · Æmilia Sanctuaire de Vénus Cloacina Lacus Curtius Temple · de César Temple · d'Antonin · et Faustine Arc · d'Auguste Curie · Julia Temple de · Saturne Tabularium Carcer Temple de · la Concorde Temple de · Vespasien Portique des · Dieux · Conseillers Rostres Arc de · Septime Sévère Umbilicus Urbis Rostres · de César Lapis niger Milliaire d'or Arc de · Tibère |

## Liste des édifices du Forum romain
Dans le tableau ci-dessous, triable par ordre alphabétique, par type ou par ordre chronologique, les lignes avec un fond vert indiquent que les vestiges des édifices sont encore visibles et identifiables aujourd'hui. Un fond rouge indique que les édifices ont disparu. Enfin, le fond bleu indique les édifices antiques qui ont été convertis en églises chrétiennes.
| Nom                                                                     | Type                   | Ordonné par                                | Dates                        | Commentaires                                                                 | Images |
| ----------------------------------------------------------------------- | ---------------------- | ------------------------------------------ | ---------------------------- | ---------------------------------------------------------------------------- | ------ |
| Anaglyphes de Trajan Plutei Traiani                                     | Bas-relief             | Trajan ou Hadrien                          | Début du IIe siècle          | Actuellement exposés dans la Curie Julia                                     |        |
| Arc de Fabius Fornix Fabianus                                           | Arc de triomphe        | République romaine                         | 121 av. J.-C.                |                                                                              |        |
| Arc de Septime Sévère                                                   | Arc de triomphe        | Septime Sévère                             | 203                          |                                                                              |        |
| Arc de Tibère                                                           | Arc de triomphe        | Tibère                                     | 16                           |                                                                              |        |
| Arc de Titus Arcus Vespasiani et Titi                                   | Arc de triomphe        | Domitien                                   | 81                           |                                                                              |        |
| Arc des Parthes Arcus Augusti                                           | Arc de triomphe        | Auguste                                    | 19 av. J.-C.                 |                                                                              |        |
| Argilète Argiletum                                                      | Voie romaine           | Royauté romaine                            | VIIIe siècle av. J.-C.       |                                                                              |        |
| Autel de Juturne Ara Iuturnae                                           | Autel                  |                                            | IIe siècle av. J.-C.         |                                                                              |        |
| Autel de Saturne Ara Saturni                                            | Autel                  | Royauté romaine                            | VIIIe siècle av. J.-C.       |                                                                              |        |
| Basilique Aemilia Basilica Æmilia                                       | Basilique              | M. Aemilius Lepidus et M. Fulvius Nobilior | 179 av. J.-C.                |                                                                              |        |
| Basilique Julia Basilica Iulia                                          | Basilique              | Jules César et Auguste                     | 55 av. J.-C.                 |                                                                              |        |
| Basilique de Maxence et Constantin Basilica Maxentii et Constantini     | Basilique              | Maxence et Constantin Ier                  | 315                          |                                                                              |        |
| Basilique Porcia Basilica Porcia                                        | Basilique              | Caton l'Ancien                             | 184 av. J.-C.                | Édifice associé au Comitium républicain                                      |        |
| Basilique Santi Cosma e Damiano Basilica dei Santi Cosma e Damiano      | Église                 |                                            | VIe siècle                   | Construite sur les vestiges du temple de Romulus                             |        |
| Basilique Sempronia Basilica Sempronia                                  | Basilique              | Tiberius Sempronius Gracchus l'Ancien      | 169 av. J.-C.                |                                                                              |        |
| Bassin de Servilius Lacus Servilius                                     | Fontaine               | Cnaeus Servilius Caepio                    | 125 av. J.-C.                |                                                                              |        |
| Colonne de Maenius                                                      | Colonne commémorative  | Caius Maenius                              | 338 av. J.-C.                | Édifice du Comitium républicain                                              |        |
| Colonne de Phocas Columna Phocatis                                      | Colonne commémorative  | Smaragde                                   | 608                          |                                                                              |        |
| Colonne rostrale de Duilius                                             | Colonne rostrale       | République romaine                         | 260 av. J.-C.                | Édifice du Comitium républicain                                              |        |
| Curie Cornelia Curia Cornelia                                           | Curie                  | Faustus Cornelius Sulla                    | 52 av. J.-C.                 | Édifice associé au Comitium républicain, remplace la Curie Hostilia détruite |        |
| Curie Hostilia Curia Hostilia                                           | Curie                  | Tullus Hostilius                           | VIIe siècle av. J.-C.        | Édifice associé au Comitium républicain                                      |        |
| Curie Julia Curia Iulia                                                 | Curie                  | Jules César                                | 29 av. J.-C.                 |                                                                              |        |
| Édicule de la Concorde Aedicula Concordiae                              | Édicule                | Cnaeus Flavius                             | 304 av. J.-C.                |                                                                              |        |
| Édicule de Juturne Aedicula Iuturnae                                    | Édicule                |                                            | IIe siècle av. J.-C.         |                                                                              |        |
| Église San Giuseppe dei Falegnami Chiesa di San Giuseppe dei Falegnami  | Église                 |                                            | 1597                         | Construite au-dessus du Tullianum                                            |        |
| Église San Lorenzo in Miranda Chiesa di San Lorenzo in Miranda          | Église                 |                                            | VIIe siècle                  | Construite à l'intérieur du temple d'Antonin et Faustine                     |        |
| Église Sant'Adriano al Foro Chiesa di Sant'Adriano al Foro              | Église                 |                                            | VIIe siècle                  | Construite à l'intérieur de la Curie Julia                                   |        |
| Église Santa Maria Antiqua Chiesa di Santa Maria Antiqua al Foro Romano | Église                 |                                            | Ve siècle                    | Aménagement d'un bâtiment de la fin du Ier siècle                            |        |
| Église Santi Luca e Martina Chiesa di Santi Luca e Martina              | Église                 |                                            | 625                          |                                                                              |        |
| Église Santi Sergio e Bacco Chiesa di Santi Sergio e Bacco              | Église                 |                                            | 678                          | Démolie en 1812                                                              |        |
| Escalier des Gémonies Scalae Gemoniae                                   | Escalier               | Royauté romaine                            | VIIe siècle av. J.-C.        |                                                                              |        |
| Fontaine de Juturne Lacus Iuturnae                                      | Fontaine               |                                            | Après 495 av. J.-C.          |                                                                              |        |
| Grand égout de Rome Cloaca Maxima                                       | Égout                  | Tarquin l'Ancien                           | VIIe siècle av. J.-C.        |                                                                              |        |
| Graecostasis                                                            | Tribune                |                                            | VIIe siècle av. J.-C.        | Édifice du Comitium républicain                                              |        |
| Lapis Niger                                                             | Stèle                  | Royauté romaine                            | VIIe siècle av. J.-C.        |                                                                              |        |
| Lacus Curtius                                                           | Sanctuaire             | Sénat romain                               | 445 av. J.-C.                |                                                                              |        |
| Maison des Vestales Atrium Vestae                                       | Résidence des Vestales | Fin de la Royauté romaine                  | VIe siècle av. J.-C.         |                                                                              |        |
| Milliaire d'or Milliarium Aureum                                        | Colonne                | Auguste                                    | 20 av. J.-C.                 |                                                                              |        |
| Montée du Capitole Clivus Capitolinus                                   | Voie romaine           | Royauté romaine                            | VIIIe siècle av. J.-C.       |                                                                              |        |
| Portique des Dieux Conseillers Porticus deorum consentium               | Portique               |                                            | IIIe ou IIe siècle av. J.-C. |                                                                              |        |
| Prison Mamertine Tullianum                                              | Prison                 | Ancus Marcius                              | VIIe siècle av. J.-C.        |                                                                              |        |
| Puteal Scribonianum                                                     | Bidental               | Lucius Scribonius Libo                     | IIe siècle av. J.-C.         |                                                                              |        |
| Regia                                                                   | Édifice religieux      | Numa Pompilius                             | VIIe siècle av. J.-C.        |                                                                              |        |
| Rostres impériaux Rostra Augusti                                        | Tribune aux harangues  | Jules César et Auguste                     | 44 av.J.-C.                  |                                                                              |        |
| Rostres républicains Rostra Vetera                                      | Tribune aux harangues  | Royauté romaine                            | VIe siècle av. J.-C.         | Édifice situé sur le Comitium républicain                                    |        |
| Rostres de César divinisé Rostra ad Divi Iulii                          | Tribune aux harangues  | Auguste                                    | 29 av. J.-C.                 | Désignés aussi sous le nom de Rostres de Dioclétien                          |        |
| Sacellum de Vénus Cloacina Sacella Cloacinae                            | Sanctuaire             | République romaine                         | Ve siècle av. J.-C.          |                                                                              |        |
| Senaculum                                                               | Espace à ciel ouvert   | République romaine                         | Ve siècle av. J.-C.          |                                                                              |        |
| Tabularium                                                              | Bureau des archives    | Sylla                                      | 78 av. J.-C.                 |                                                                              |        |
| Temple d'Antonin et Faustine Templum Antonini et Faustinae              | Temple                 | Antonin le Pieux                           | 141                          |                                                                              |        |
| Temple de César Aedes Divi Iulii                                        | Temple                 | Auguste                                    | 29 av. J.-C.                 |                                                                              |        |
| Temple de la Concorde                                                   | Temple                 | Marcus Furius Camillus                     | 367 av. J.-C.                |                                                                              |        |
| Temple des Dioscures                                                    | Temple                 | Sénat                                      | 484 av. J.-C.                |                                                                              |        |
| Temple de Romulus                                                       | Temple                 | Maxence                                    | 309                          |                                                                              |        |
| Temple de Saturne Aedes Saturni                                         | Temple                 | Sénat                                      | 497 av. J.-C.                |                                                                              |        |
| Temple de Vénus et de Rome                                              | Temple                 | Hadrien                                    | 135                          |                                                                              |        |
| Temple de Vespasien Templum Divus Vespasianus                           | Temple                 | Titus                                      | 79                           |                                                                              |        |
| Temple de Vesta Aedes Vestae                                            | Temple                 | Numa Pompilius                             | VIIe siècle av. J.-C.        |                                                                              |        |
| Tribunal Aurelium                                                       | Tribunal               | Caius Aurelius Cotta                       | 80 av. J.-C.                 |                                                                              |        |
| Umbilicus Urbis Romae                                                   | Sanctuaire             | Romulus                                    | VIIIe siècle av. J.-C.       |                                                                              |        |
| Vicus Iugarius                                                          | Voie romaine           | Royauté romaine                            | VIIIe siècle av. J.-C.       |                                                                              |        |
| Vicus Tuscus                                                            | Voie romaine           | République romaine                         | 508 av. J.-C.                |                                                                              |        |
| Voûte de Caius et Lucius Arcus Augusti                                  | Arc de triomphe        | Auguste                                    | 19 av. J.-C.                 |                                                                              |        |
| Voie Sacrée Via Sacra                                                   | Voie romaine           | Royauté romaine                            | VIIIe siècle av. J.-C.       |                                                                              |        |
| Volcanal Area Volcani                                                   | Sanctuaire             | Royauté romaine                            | VIIIe siècle av. J.-C.       |                                                                              |        |